# مكعبي (رياضيات)

مكعبيّ بنقطة شاذة.

المُكعَّبيُّ هو منحنى جبري مستوي معرف بمعادلـة من الدرجة الثالثة
```

  

    

      

        
F

        
(

        
X

        
,

        
Y

        
,

        
Z

        
)

        
=

        
0

      

    

    
{\displaystyle F(X,Y,Z)=0}

  

```

لإحداثيات متجانسة [X:Y:Z] من المستوى الاسقاطي؛ أو للنسخة غير المتجانسة من الفضاء التآلفي بوضع Z=1. هنا F هي تأليفة خطية للحدود من الدرجة الثالثة
X3, X2Y, ..., Z3
وهذه عددها عشرة وبالتالي فإن المنحنيات المكعبية تشكل فضاء اسقاطي ذو بعد يساوي 9.
يمكن أن يكون للمكعبي نقطة شاذة؛ غير ذلك فالمكعبيات غير الشاذة تكون لها تسع نقط انعطاف، على جسم مغلق جبريا كجسم الاعداد العقدية. هذه النقط قد يكون بعضها غير حقيقي بحيث لن يمكننا رؤيته في المستوى الاسقاطي الحقيقي عند رسم المنحنى. تم دراسة النقط الحقيقية للمنحنيات المكعبيّة من طرف ايزاك نيوتن؛ وهي تشكل مجموعة او مجموعتين بيضاويتين.
كل مكعبي غير شاذ يُعرِّف منحنى إهليجي. المنحنيات الاهليلجية على جسم الأعداد العقدية صارت تدرس اليوم غالبا باستعمال دوال وايرستراس. هذه الدوال تشكل جسم مشابه لجسم الدوال الجذرية للمكعبيات ذات المعادلة التآلفية {\displaystyle y^{2}=x(x-1)(x-\lambda )}.

## مواضيع ذات صلة
مكعبيَ تشرنهاوسن